# Padda
Padda es un género obsoleto de aves de la familia Estrildidae que contenía a los capuchinos arroceros. Sus dos especies actualmente se clasifican en el género Lonchura como resultado de los análisis de ADN.

## Especies
El género contenía las dos siguientes especies:
- Padda oryzivora - capuchino arrocero de Java;
- Padda fuscata - capuchino arrocero de Timor.

## Características
Los capuchinos arroceros viven en las islas del sur de Indonesia. Son pájaros pequeñas y de tonos púrpura, son muy gregarias. Frecuentan las tierras abiertas y de cultivo y se alimentan principalmente de granos y otras semillas, incluyendo arroz. 
Ambas especies tienen la cabeza negra y picos cortos. Ambos sexos son similares, pero los pájaros jóvenes tienen la zona de la espalda con tonos café claro.
Su llamada suena como chip, y su canto se configura como una sucesión del mismo sonido.
El capuchino de Java es muy popular como ave de jaula, y ha sido introducido en un gran número de países. Ambas especies de Padda corren peligro por la desaparición de su hábitat y por la caza masiva para convertirlas en mascotas.